# نورمان تويركاوف
نورمان تويركاوف (بالألمانية: Norman Theuerkauf) (24 يناير 1987 بنوردهاوزن في ألمانيا - ) هو لاعب كرة قدم ألماني في مركز الدفاع. شارك مع منتخب ألمانيا تحت 19 سنة لكرة القدم. أما مع النوادي، فقد لعب مع آينتراخت براونشفايغ وآينتراخت فرانكفورت وفيردر بريمن ونادي هايدنهايم وEintracht Frankfurt II ‏ وEintracht Braunschweig II ‏ وفيردر بريمن 2 ‏.

## روابط خارجية
- نورمان تويركاوف على موقع قاعدة بيانات كرة القدم.إي يو (الإنجليزية)
- نورمان تويركاوف على موقع بيانات كرة القدم. دي إي (الألمانية)
- نورمان تويركاوف على موقع Soccerway.com (الإنجليزية)
- نورمان تويركاوف على موقع عالم كرة القدم.نت (الإنجليزية)
- نورمان تويركاوف على موقع AS.com (الإسبانية)